# 합동작전본부
합동 작전 본부는 제2차 세계 대전 중 설립된 영국 육군성의 한 부서로, 해군과 육군 병력을 결합하여 수행하는 습격을 통해 유럽 대륙에서 독일군을 괴롭히는 것을 목적으로 했다.

## 역사
이 사령부는 공군 및 해군 부대를 활용하여 코만도를 다양한 목표에 투입하고 회수했다. 따라서 합동 무기 조정 및 지휘 구조였다. 해군 원수 로저 키스는 1940년 7월 17일부터 1941년 10월 27일까지 초대 사령관을 역임했다. 그는 처음에는 1년 동안 사령부를 이끈 루이 마운트배튼으로 교체되었다. 그 후에는 로버트 레이콕 소장이 뒤를 이었다.
이 부서는 작전을 계획하고 적을 가능한 모든 방법으로 괴롭힐 아이디어와 장비를 개발하는 임무를 맡은 배경 스태프로 구성되었다. 또한 다양한 수륙양용전에서 사용된 상륙정과 상륙함을 포함하여 상륙정과 관련된 모든 작업을 담당했다.
합동 작전의 휘장은 독수리가 톰슨 기관단총 위에, 기관단총이 다시 닻 위에 있는 모습으로, 영국 왕립 공군, 영국 육군, 영국 왕립 해군의 세 군종을 상징했다. 1941년에는 합동 작전 사령관의 직함이 합동 작전 고문으로 변경되었다. 1942년에는 합동 작전 고문의 직함이 합동 작전 참모총장으로 변경되었다.
이 부서는 1947년까지 존재했지만, 1951년에 수륙양용전 본부라는 새로운 이름으로 다시 등장했다.

## 작전
작전에는 다음이 포함되었다.
- 칼라 작전 (1940년 6월 24일-25일) – 프랑스 해안의 파드칼레주에 대한 4번의 습격으로, 됭케르크 철수 작전 종료 20일 만에 점령된 유럽에 대한 첫 영국 코만도 습격이었다.
- 클레이모어 작전 (1941년 3월 4일) – 어유 공장과 재고를 파괴하기 위한 로포텐 제도 습격.
- 앙클렛 작전 (1941년 12월 26일-27일) – 궁술 작전의 전환을 위한 로포텐 제도 습격.
- 궁술 작전 (1941년 12월 27일) – 독일군이 점령한 보그쇠이 섬의 어유 공장과 재고를 파괴하기 위한 습격.
- 빙산 항공모함 하버쿡 계획 – 거대한 파이크리트 얼음 선박의 개발 및 건설.
- 포스트마스터 작전 (1942년 1월 14일) – 중립국인 스페인령 기니에서 추축국 선박을 나포하는 특수작전집행부의 작전 감독.
- 바이트 작전 (1942년 2월 27일-28일) – 뷔르츠부르크 레이다를 나포하기 위한 브뤼네발 습격.
- 채리엇 작전 (1942년 3월 28일) – 노르망디 항을 파괴하기 위한 생나제르 습격.
- 바리케이드 작전 (1942년 8월 14일-15일) – 포앵트 드 세르 북서쪽의 대공포 및 레이다 기지 습격 실패.
- 주빌리 작전 (1942년 8월 19일) – 디에프 습격.
- 드라이어드 작전 (1942년 9월 2일-3일) – 채널 제도의 카스케츠 등대 습격.
- 파운드 작전 (1942년 9월 7일-8일) – 프랑스.
- 아콰틴트 작전 (1942년 9월 12일-13일) – 노르망디 해변 정찰.
- 프레시먼 작전 (1942년 11월 19일) – 텔레마르크의 베모르크 노르스크 하이드로 화학 공장 공격.
- 프랭크턴 작전 (1942년 12월 7일-12일) – 프랑스 보르도에서 접이식 카약을 이용한 "코클셸 영웅"들의 선박 공격.
- 스타키 작전 (1943년 9월 – 1943년 11월 5일) – 루프트바페를 전투로 유인하기 위해 연출된 유럽 가짜 침공.
- 포스티지 에이블 작전 (1944년 1월 16일-18일) – X급 잠수함의 노르망디 해변 정찰.
- 타이거 훈련 (1944년 4월 22일-28일) – 비극적인 결과로 이어진 디데이 훈련.
- 갬빗 작전 (1944년 6월 4일-6일) – 디데이 소드 해변과 주노 해변에서 항해 보조를 제공하기 위한 X급 잠수함 사용.
- 멀베리 항 – 디데이를 위한 이동식 항구.
- 플루토 작전 – 디데이 이후 영국 해협 아래에 석유 파이프라인 건설.
- 로스트 작전 (1945년 4월 1일-8일) – 이탈리아 코마키오 석호 작전.

## 부대
- 합동 작전 수로측량반 (COPP) – 연합군의 시칠리아 침공 및 노르망디 상륙 작전을 포함한 수륙양용전을 위한 상륙 지점을 측량하는 부대. 이 부대는 영국 왕립 해군, 영국 왕립 해병대, 영국 육군 공병대 및 특수주정임무대 대원들로 구성되었다.[2]
- 소규모 습격 부대, "No. 62 코만도"라고도 불림.

## 영화
철제 해안 공격 (영화)은 제2차 세계 대전 중 독일 점령 프랑스 해안에서 연합군 합동 작전 본부 코만도가 감행한 대담한 습격을 묘사한다.

## 자료
- Trenowden, Ian (2012). 《Stealthily by Night: The Coppists Clandestine Beach Reconnaissance and Operations in World War II》. London: Mark Trenowden. ASIN B00AAMH2O0.